# ネペンテス・ベントリコーサ
ネペンテス・ベントリコーサ Nepenthes ventricosa Blanco はウツボカズラ科の植物の1つ。ヒョウタンのように途中でくびれた翼のない捕虫袋を付ける。

## 特徴
常緑性の蔓植物で食虫植物。茎は緑色で無毛、光沢がある。高さは2mほどに達し、樹木に絡まってよじ登る。葉には柄が無く、線形から披針形で長さ20-25cm、幅は1-1.5cm、基部は茎の半分を程抱える。
捕虫袋は黄色から赤みを帯び、袋の表面は滑らかで翼は完全に退化して、痕跡も残らない。縁歯は赤く染まり、平らで幅は10-25nn、所々で波打っている。下方のものの方がやや太めで、長さ10-20cm、幅3-7cm、上部は漏斗状で口から下に狭まり、中央でくびれてもっとも幅が狭く、下部は膨らんで卵形を帯びる。口蓋は円形から腎臓型で長さ4-5cm、幅2-3cm、口蓋の基部に距があって、長さ5-10mm。上部の袋は下方のものとほぼ同型ながら細長めでより漏斗状に近い。

## 分布と生育環境
フィリピンのルソン島北部の固有種。山岳地帯の標高1000-2000mにある雲霧地帯を生育地としている。

## 利用
食虫植物として、また観葉植物として観賞用に栽培される。本種はその中でも古くから利用された方で、日本に導入されたのは第二次世界大戦前である。袋の色には斑点系やクリーム色などのバリエーションも知られる。時に一般の花屋でも扱われるほど普及している。本属のものの中でも捕虫袋が美しい種として知られる。

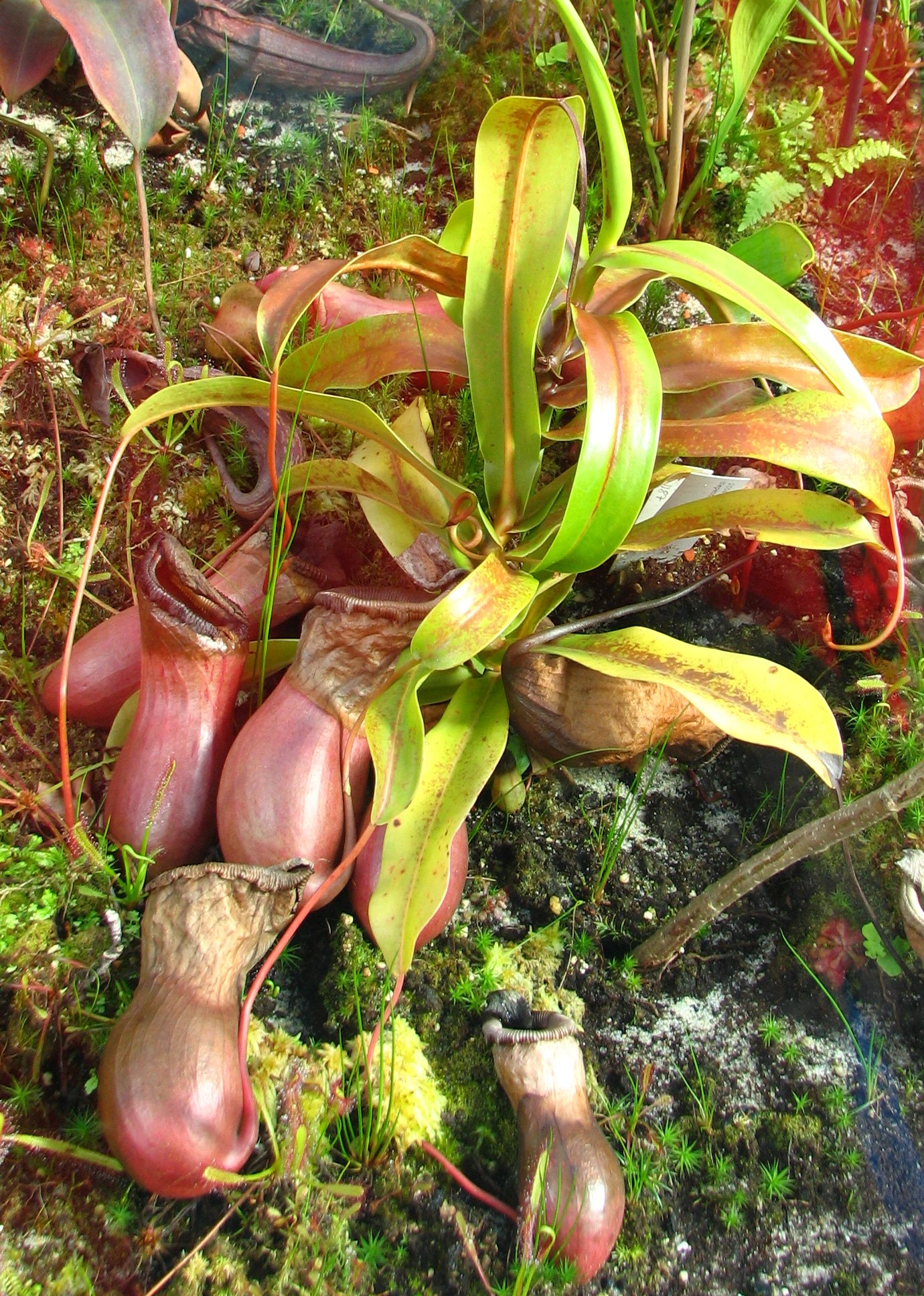
赤い袋をつけた個体
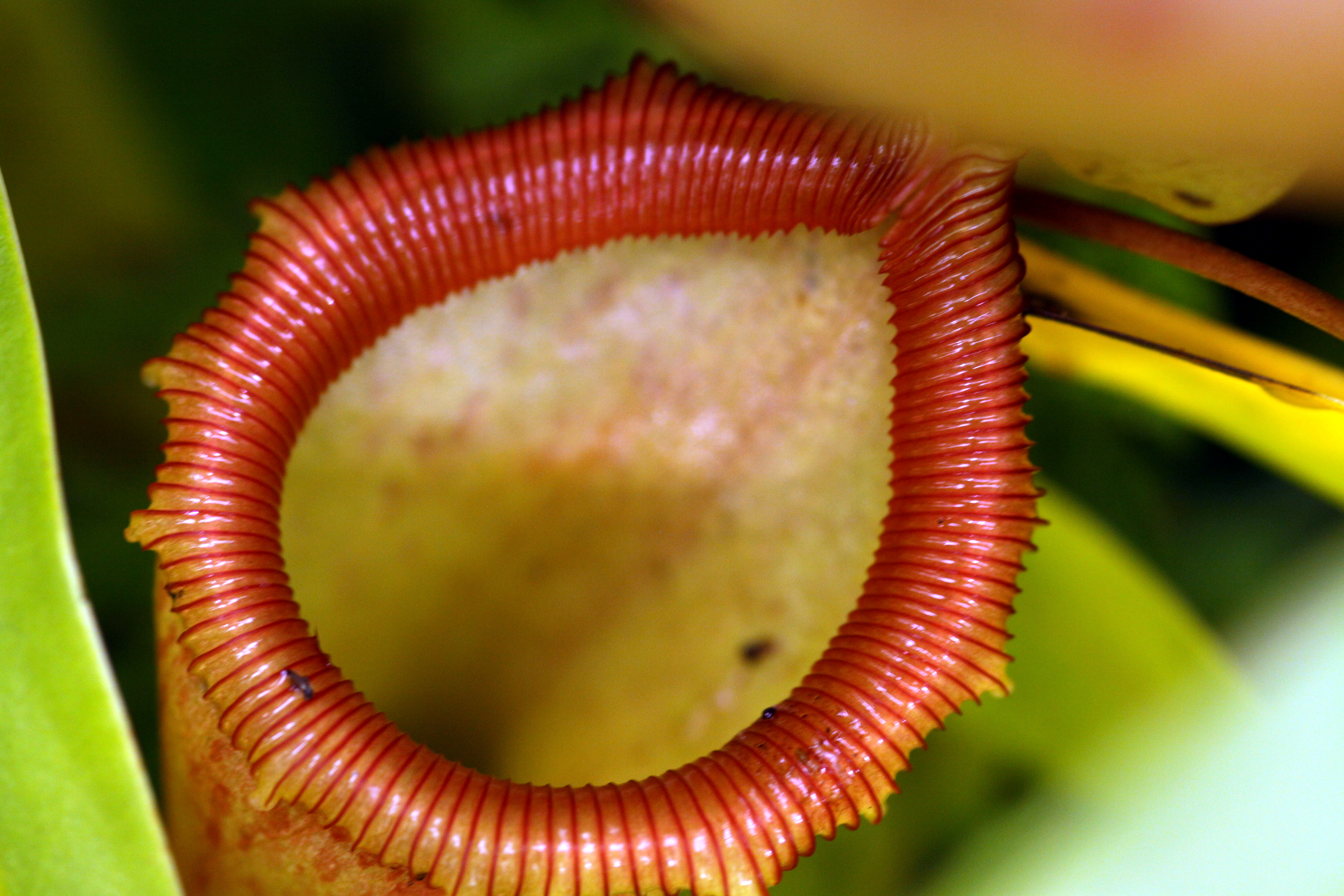
縁歯の様子
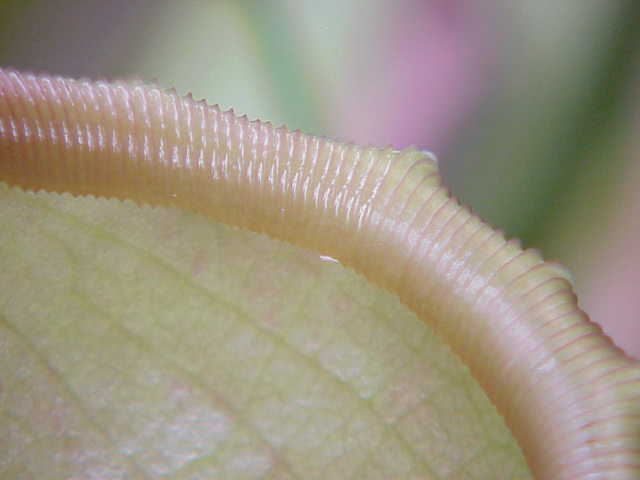
更に拡大・色の淡いタイプ